# Eurydyka (żona Kreona)
Eurydyka (także Eurydike; gr. Εὐρυδίκη Eurydíkē, łac. Eurydice) – w mitologii greckiej królowa Teb.
Była żoną króla Kreona oraz  matką Hajmona i Megareusa.